# Jaillon
Jaillon är en kommun i departementet Meurthe-et-Moselle i regionen Grand Est (tidigare regionen Lorraine) i nordöstra Frankrike. Kommunen ligger i kantonen Domèvre-en-Haye som tillhör arrondissementet Toul. År 2022 hade Jaillon 470 invånare.

## Befolkningsutveckling
Antalet invånare i kommunen Jaillon
| Referens: INSEE |